# Lustigknopp (Falun)
Lustigknopp är en stadsdel i Falun, Dalarna, som i dagligt tal kallas "Knoppen". Knoppen ligger cirka en kilometer nordost om Stora torget i centrum.
Namnet kommer från att stadsdelen ligger på ett berg med utsikt över staden. Lustigknopp är med andra ord en beteckning för "höjd". Det är relativt brant lutning om man tar sig till fots från centrum upp till stadsdelen.
År 1871 flyttade en fanjunkare in i en gård vid Lustigknopp. Där anlade han en dansbana och en kaffeservering som människor i Falun utnyttjade flitigt. Dagens Lustigknopp domineras av tre- och fyravåningshus med lägenheter byggda i funkisstil på 1940-talet. 1947 uppförde HSB och Kopparstaden de första allmännyttiga bostadshusen i Falun på just Knoppen.    Den centrala gatan i stadsdelen heter just Lustigknoppsvägen och ser ut som ett O på kartan (runt vattentornet), med ett "skaft" ned till Linnévägen. Efter Lustigknoppsvägen och vid angränsande Trapplan ligger de sammanlagt 8 lägenhetshusen. Husen fick ursprungligen en genomtänkt färgskala vitt/gult/rött som gav området karaktär och som underlättade orienteringen inom området. Tyvärr har detta övergivits vid senare renoveringar av husen. Viktiga stilelement som ambitiöst designade ytterdörrar och fönster har även bytts mot "moderna" kantiga i plåt, till skada för byggnadsmiljön. Den första generationen som flyttade in på slutet av 1940-talet var till stor del barnfamiljer. Området, med sina omgivande skogsbitar, erbjöd stora lekområden för alla dessa barn. Delar av skogsbitarna har senare tätbebyggts med radhus. Då revs ett antal äldre stora trävillor som var en del av Villastaden.
Ursprungligen fanns i stadsdelen livsmedelsbutiker vid Linnéplan och i hörnet Lustigknoppsvägen/Linnévägen (Konsum), "runda kiosken" vid Linnévägen och "Tobak" vid Trapplan. Idag finns inget av detta kvar då runda kiosken har flyttats ner till centrum och den lilla affären (Konsum) har gått i konkurs. Lustigknopp gränsar till stadsdelarna Villastaden, Haga och Britsarvet.